# 187 Ride or Die
187 Ride or Die là một game dành cho PlayStation 2 và Xbox, do Ubisoft đồng phát triển và phát hành. Để trở thành "top dog" trong game, người chơi phải chạy đua và đánh bại đối thủ thông qua một loạt các màn khác nhau đều lấy bối cảnh tại khu South Central khét tiếng của Los Angeles.
Tên gọi của game xuất phát từ hai cụm từ phổ biến trong tiểu văn hóa. 187 là phần Luật Hình sự California xác định vụ giết người. Nó đã được sử dụng chung trong số các băng nhóm ở Mỹ như là một từ đồng nghĩa cho vụ giết người, và cách sử dụng này đã đi vào văn hóa đại chúng thông qua gangsta rap. "Ride or die" là một sự kết hợp của các cụm từ "ride it out" và "die trying", có nghĩa là một người sẵn sàng làm bất cứ điều gì ngay cả khi nó liên quan đến rủi ro cá nhân.
Nếu chơi với người chơi khác, người chơi có thể là người lái và người kia có thể là người bắn súng. Điều này có thể được thực hiện trong phần chơi chính và trực tuyến. Có nhiều chế độ có sẵn dành cho người chơi.
Trò chơi sau đó sẽ được chuyển sang cho PlayStation Portable dưới tựa đề Street Riders vào ngày 31 tháng 3 năm 2006.

## Đón nhận
187 Ride or Die nhận được đánh giá "trái chiều" trên cả hai nền tảng theo trang web tổng hợp kết quả đánh giá Metacritic.